# 也

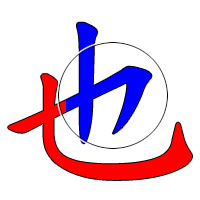

【也】 — китайський ієрогліф. Рідко використовується на письмі в японській мові.

## Значення
1. бути, є (частка, що завершує стверджувальне речення).
2. частка, що посилює зміст речення.
3. суфікс окличного відмінку.
4. гей! ой!
5. який же...!
6. і..., і...; і був..., і був...
7. також.

Ключ: 5 (乙 + 2);  Кількість рисок: 3.
Введення ієрогліфа методом цанзє: 心木 (PD); Введення ієрогліфа чотирикутним методом: 44712. .

## Прочитання
| Китайська         |                   |                   |                   |                 |                 |
| Мандаринська мова | Мандаринська мова | Мандаринська мова | Мандаринська мова | Кантонська мова | Кантонська мова |
| чжуїнь            | піньїнь           | Вейд-Джайлз       | кирилиця          | ютпхін          | Єль             |
| ㄧㄝˇ             | yě (ye3)          | yeh3              | є                 | jaa5            | ya5             |

| Корейська |                    |                    |                       |                    |                       |
|           | хангиль            | стара латинка      | нова латинка          | Єль                | кирилиця              |
| Звук:     | 야 이              | ya і               | ya і                  | ya і               | я і                   |
| Назва:    | 이끼 어조사 잇달을 | ikki ôjosa ittarûl | ikki eojosa itttareul | ikki ecosa istalul | іккі еджоса іттальиль |

| Японська |                |               |               |
|          | кана           | латинка       | кирилиця      |
| Он:      | や え          | ya e          | я е           |
| Кун:     | なり や また   | nari ya mata  | нарі я мата   |
| Ім'я:    | あり ただ また | ari tada mata | арі тада мата |